# Церковь Рождества Пресвятой Богородицы (Рождественно)
Церковь Рождества Пресвятой Богородицы — приходской храм Сергиево-Посадской епархии Русской православной церкви в деревне Рождественно городского округа Мытищи Московской области построенный в 1714 году. Здание храма является объектом культурного наследия и находится под охраной государства. В настоящее время храм действует, ведутся богослужения.

## История строительства храма

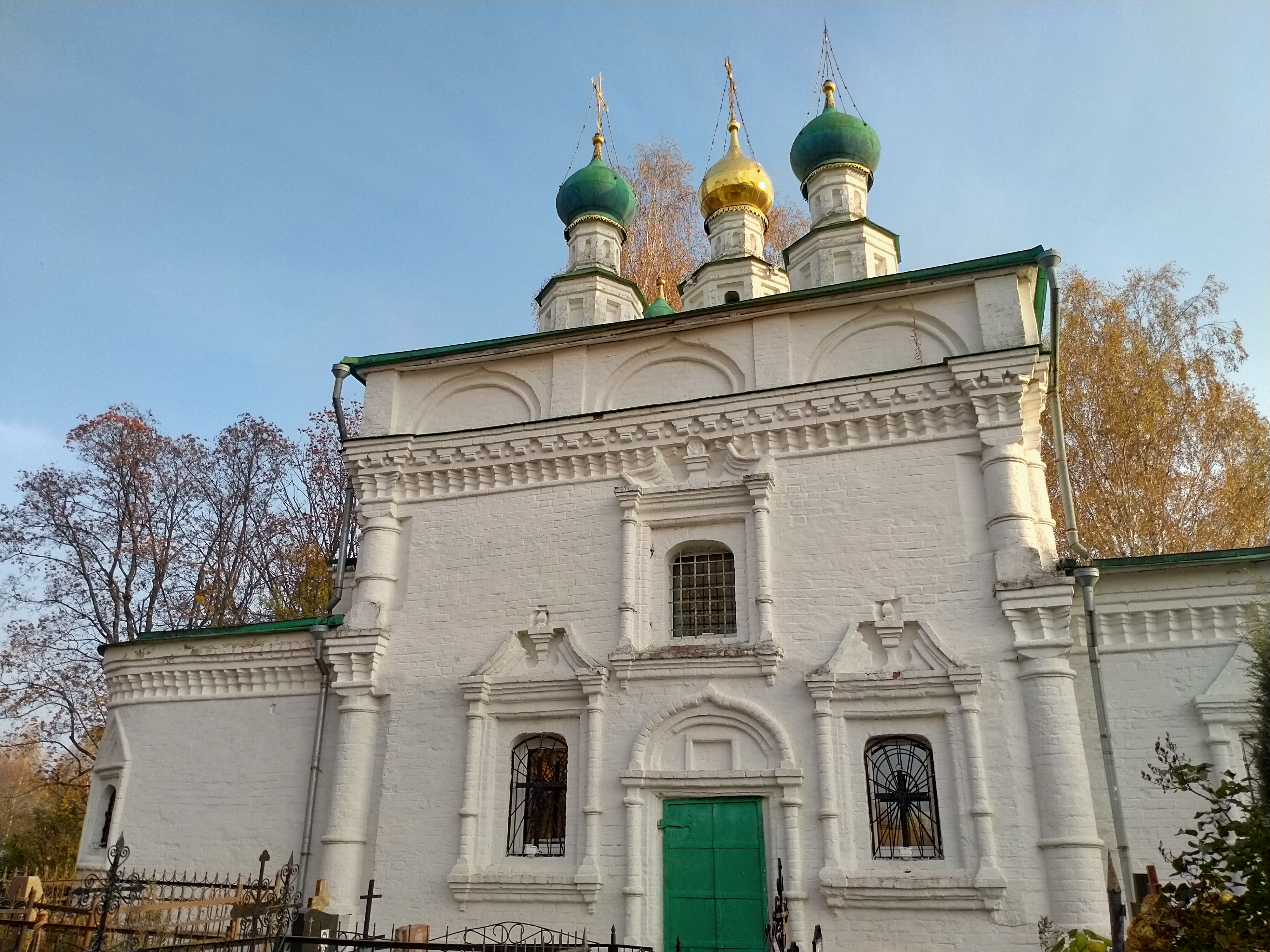
Фасад храма

В селе Рождественно в XVI веке имелась деревянная церковь, однако в конце столетия населённый пункт числился в пустошах. После Смуты Рождествено вновь стало селом. Здесь был возведён деревянный «клетский» храм в честь Рождества Пресвятой Богородицы. В трапезной церкви были обустроены два придела: во имя святого пророка Божия Илии и священномученика Мокия.
Во второй половине XVII века Рождественно принадлежало князьям Барятинским. По инициативе князя Ф. Ю. Барятинского в селе была построена новая каменная церковь с колокольней во имя Рождества Богородицы и с приделом во имя святителя Николая Чудотворца. Строительство храма относилась к рубежу XVII-XVIII веков.
В 1773 году село Рождествено-Михайлово, став родовой вотчиной Суворовых, приобрело новое название Рождествено-Суворово. Здесь, у церкви, был похоронен отец великого полководца Александра Суворова.
1812 год стал тяжёлым испытанием для Рождествено. Французы вошли в оставленную Москву. Один из отрядов направлялся по Дмитровской дороге, которая пролегала недалеко от населённого пункта. Был сожжён дом Суворовых, однако храм остался нетронутым. Во второй половине XIX века, когда здесь имением владел правнук Суворова – Александр Аркадьевич, село было продано купцам Армандам, которые занялись восстановлением усадебного дома, а позже перевезли ближе к своей фабрике в Пушкино. С 1890 года усадьбой владел мануфактур-советник Евгений Иванович Арманд.
В 1917 году Рождественно начало быстро приходить в упадок. От некогда богатой усадьбы остался только храм Рождества Богородицы, выдержанный в стиле московского барокко. Последними священнослужителями были отец и сын Колосовы. Их сослали в ссылку в 1933 году, где они и умерли через несколько лет. Церковь была закрыта, церковную школу отобрали. Здание храма подлежало уничтожению, но сохранилось и избежало участи разрушения. Во время войны, несмотря на близость линии фронта, в церковь не попал ни один снаряд. Некоторое время помещения использовались под колхозные конюшни, а потом строение стояло закрытым.
Первые работы по восстановлению начались в 1970-х годах. Большой вклад в возрождение церкви в Рождественно внёс академик – офтальмолог С. Н. Федоров и сотрудники ГУ МНТК "Микрохирургии глаза". В 1989 году приходская жизнь возобновилась. 2 сентября 2007 года состоялся Великий чин освящения храма.
Богородице-Рождественская церковь является памятником архитектуры федерального значения на основании Постановления Совета Министров РСФСР № 1327 от 30 августа 1960 года.

## Захоронения
Известный микрохирург Святослав Фёдоров был похоронен рядом с церковью. 
На кладбище в Рождественно также находится могила актёра и режиссера Александра Шалвовича Пороховщикова. 